# 錫本多伊
錫本多伊是哥倫比亞的城鎮，位於該國南部，由普圖馬約省負責管轄，距離首府莫科阿80公里，始建於1535年2月15日，面積93平方公里，海拔高度2,600米，2005年人口13,270。